# Riteish Deshmukh
Riteish Deshmukh (Latur, 17 december 1978) is een Indiaas acteur, presentator en filmproducent die voornamelijk in de Hindi filmindustrie actief is.

## Biografie
Deshmukh maakt zijn debuut in 2003 met Tujhe Meri Kasam, waarin hij te zien was met zijn toekomstige echtgenote Genelia D'Souza. Hij vergaarde bekendheid met de komedie Masti en was in zijn volgende films veelal in hetzelfde genre actief. Hij werd geprezen voor zijn rol als antagonist in Ek Villain. Deshmukh is een bekend gezicht als presentator van Indiase filmprijzen. In 2013 richtte hij zijn eigen filmproductiebedrijf op, de Mumbai Film Company.

## Filmografie

### Films
| Jaar | Film                             | Rol                                | Opmerking                                    |
| ---- | -------------------------------- | ---------------------------------- | -------------------------------------------- |
| 2003 | Tujhe Meri Kasam                 | Rishikesh                          |                                              |
| 2003 | Out of Control                   | Jaswinder                          |                                              |
| 2004 | Masti                            | Amar Saxena                        |                                              |
| 2004 | Bardaasht                        | Anuj Shrivastav                    |                                              |
| 2004 | Naach                            | Diwakar                            |                                              |
| 2005 | Kyaa Kool Hai Hum                | Karan Pandey                       |                                              |
| 2005 | Mr Ya Miss                       | Shekhar                            |                                              |
| 2005 | Bluffmaster!                     | Aditya Shrivastav/ Arjun Bajaj     |                                              |
| 2005 | Home Delivery: Aapko... Ghar Tak | feestbeest                         | gastoptreden                                 |
| 2006 | Fight Club - Members Only        | Somil Sharma                       |                                              |
| 2006 | Malamaal Weekly                  | Kanhaiya                           |                                              |
| 2006 | Darna Zaroori Hai                | Altaaf                             |                                              |
| 2006 | Apna Sapna Money Money           | Kishen/ Sanya                      |                                              |
| 2007 | Cash                             | Lucky                              |                                              |
| 2007 | Heyy Babyy                       | Tanmay Joglekar                    |                                              |
| 2007 | Namastey London                  | Bobby Bedi                         | gastoptreden                                 |
| 2007 | Om Shanti Om                     | zichzelf                           | nummer "Deewangi Deewangi"                   |
| 2007 | Dhamaal                          | Deshbandhu Roy                     |                                              |
| 2008 | De Taali                         | Paglu                              |                                              |
| 2008 | Chamku                           | Arjun Tiwari                       |                                              |
| 2009 | Do Knot Disturb                  | Govardhan                          |                                              |
| 2009 | Aladin                           | Aladin Chatterjee                  |                                              |
| 2009 | Kal Kisne Dekha                  | Kali Charan                        | gastoptreden                                 |
| 2009 | Aao Wish Karein                  | Bonny                              | gastoptreden                                 |
| 2010 | Rann                             | Purab Shastri                      |                                              |
| 2010 | Jhootha Hi Sahi                  | 2de beller Aman                    | stem                                         |
| 2010 | Jaane Kahan Se Aayi Hai          | Rajesh Parekh                      |                                              |
| 2010 | Housefull                        | Bob                                |                                              |
| 2011 | Love Breakups Zindagi            | Kunal                              | gastoptreden                                 |
| 2011 | F.A.L.T.U                        | Bajirao                            |                                              |
| 2011 | Double Dhamaal                   | Deshbandhu Roy                     |                                              |
| 2012 | Tere Naal Love Ho Gaya           | Viren Chaudhary                    |                                              |
| 2012 | Housefull 2                      | Jolly                              |                                              |
| 2012 | Kyaa Super Kool Hain Hum         | Sid                                | zanger "Hum Toh Hain Cappucino"              |
| 2013 | Grand Masti                      | Amar Saxena                        |                                              |
| 2013 | Himmatwala                       | Ravi                               | gastoptreden                                 |
| 2013 | Balak Palak                      |                                    | producent                                    |
| 2014 | Humshakals                       | Kumar/ Dr. Khan's assistent        |                                              |
| 2014 | Yellow                           |                                    | producent                                    |
| 2014 | Ek Villain                       | Rakesh Mahadkar                    |                                              |
| 2014 | Lai Bhaari                       | Mauli/ prins                       | Marathi film                                 |
| 2014 | Entertainment                    | Saral Mondal                       | gastoptreden                                 |
| 2015 | Bangistan                        | Hafeez Bin Ali/ Ishwarchand Sharma |                                              |
| 2016 | Housefull 3                      | Teddy                              |                                              |
| 2016 | Great Grand Masti                | Amar Saxena                        |                                              |
| 2016 | Kyaa Kool Hain Hum 3             | Satya Nash                         | gastoptreden                                 |
| 2016 | Mastizaade                       | Deep                               | gastoptreden                                 |
| 2016 | Banjo                            | Taraat                             |                                              |
| 2017 | Bank Chor                        | Champak                            |                                              |
| 2018 | Welcome to New York              | zichzelf                           |                                              |
| 2018 | Mauli                            | agent Mauli Sarjerao Deshmukh      | Marathi film                                 |
| 2019 | Total Dhamaal                    | Lallan                             |                                              |
| 2019 | Housefull 4                      | Bangdu Maharaj/ Roy                |                                              |
| 2019 | Dream Girl                       | zichzelf                           | nummer "Dhagala Lagali"                      |
| 2019 | Marjaavaan                       | Vishnu Shetty                      |                                              |
| 2020 | Baaghi 3                         | Vikram Chaturvedi                  |                                              |
| 2022 | Adrushya                         |                                    | Marathi film, gastoptreden                   |
| 2022 | Ek Villain Returns               | Rakesh Mahadkar                    | gearchiveerde beelden van de film Ek Villain |
| 2022 | Plan A Plan B                    | Kaustubh Chougule                  | Netflix film                                 |
| 2022 | Mister Mummy                     | Amol                               |                                              |
| 2022 | Ved                              | Satya Jadhav                       | Marathi film                                 |
| 2024 | Kakuda                           | Victor Jacobs                      | Zee5 film                                    |
| 2024 | Visfot                           | Akash Shelar                       | JioCinema film                               |
| 2025 | Raid 2                           | Manohar Dhankar                    |                                              |
| 2025 | Housefull 5                      | Jalabuddin                         |                                              |

### Webseries
| Jaar | Serie | Rol             | Platform  |
| ---- | ----- | --------------- | --------- |
| 2024 | Pill  | Prakash Chauhan | JioCinema |